# Conocimiento escolar

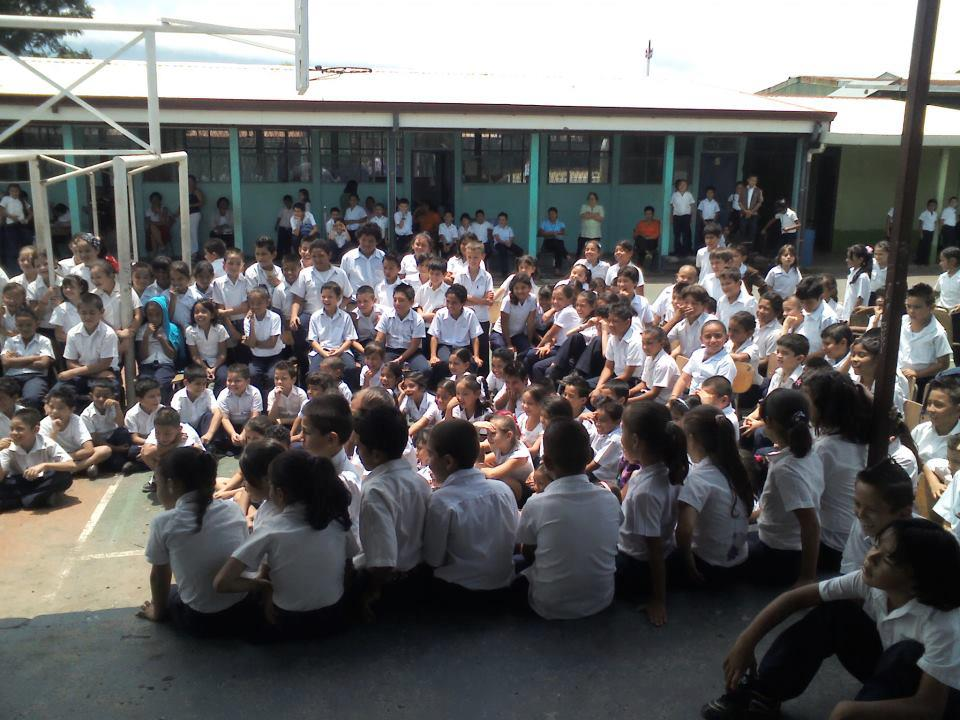
El conocimiento escolar se fundamenta en la relación de los alumnos para aumentar su interacción con todas las áreas del conocimiento.

El conocimiento escolar constituye en punto de partida para la educación de los estudiantes, ya que de esta depende su desempeño y desarrollo humano en todas facetas de la realidad y del contexto que le acompañan y le son próximas, es decir, este tipo de conocimiento busca un horizonte para que los sujetos puedan entender profundamente las realidades que hoy en día el mundo impone, ya sea a nivel político, ético-moral, económico, religioso, cultural y social. El fin último de este método de aprendizaje es que los sujetos se posicionen críticamente frente a dichas realidades, ya sea que las indagué, las analice, las situé en su vida y las comprenda profundamente para generar un mejor desarrollo en su vida estudiantil a futuro.
El conocimiento escolar si bien ha de tener una aproximación empírica, es necesario ver la perspectiva científica y disciplinar, que influye para una mejor comprensión del mundo y los entornos, la cual no es una finalidad, sino un medio para la formación del saber en un sujeto;  para que correctamente sea capacitado para entender su vida y, de esta forma, pueda relacionarla con los conceptos y saberes que le son propios desde la relación entre el conocimiento cotidiano y científico para el beneficio y la convivencia social de los individuos. Entonces se hace necesario definir estos tipos de conocimiento.

## Conocimiento cotidiano
Este conocimiento es propio de las concepciones previas de los estudiantes, previas puesto que son propias de sus vivencias y experiencia social, es decir, son adquiridas en el transcurso de su vida. Por lo general estas suelen venir de sus núcleos familiares, relación de pareja, amistades, en el entorno donde se mueve (barrió, casa, parques, etc.).
Según Diego Hernán Arias este concepto se explica como:
"“Por lo demás, cuando las concepciones de los estudiantes interactúan con su experiencia no lo hacen sólo en un plano físico (interacción con objetos) e individual, sino en contextos comunicacionales cargados de mensajes, intereses significados más o menos compartidos y de estereotipos sociales; por ellos gran parte del conocimiento personal de los estudiantes está, de hecho, compuesto por estereotipos interiorizados a través de su experiencia social...En pocas palabras el conocimiento espontaneo, ingenuo o inmediato que tanto interesa hoy, ese que habitualmente se denomina sentido común, se constituye a partir de las experiencias pero también de las informaciones, de-formaciones, conocimientos y modelos de pensamiento que se recibe y transmite a través de la tradición, la educación y la comunicación social.”
Esta perspectiva parte pues de que la enseñanza de las ciencias sociales deben encaminarse y partir de las series de factores que dan origen al pensamiento que un estudiante, ya sea niño, joven o adolescente adquiere en su vida.
“Por tanto, la enseñanza de las ciencias sociales debe partir del conocimiento de las fuentes y orígenes (culturales, relaciónales, históricas etc.) de las nociones sociales desde las que el niño interpreta y vivencia su mundo social. Creemos que cualquier propuesta didáctica o curricular debe partir del conocimiento y caracterización de estas nociones, y de la utilización de instrumentos y técnicas adecuadas para su exploración (uno de los objetivos de este trabajo), lo cual implica asumir una actitud científica y flexible con la diversidad de factores que inciden en la idiosincrasia social del hombre colombiano.”

## Finalidad del conocimiento
Como propósito, la idea la enseñanza de las ciencias sociales toma como punto inicial el reconocimiento de los tipos de conocimiento que han sido tachados como erróneos por no tener una base teórica o científica, para poder usarlos como herramienta necesaria para el entendimiento de los sujetos, y de sus formas de actuar y comportarse frente a las aulas de clase y los contextos escolares, aquí fundamentalmente podemos hablar de una perspectiva Piagetiana: desde el constructivismo donde aprender algo, asimilarlo es de-formarlo para ajustarlo a los esquemas mentales anteriores, lo cual genera un conflicto cognitivo que da paso a la integración y reorganización de los saberes previos con los nuevos (disciplinares).
Aquí es necesario utilizar instrumentos pedagógicos, que sean eficientes en la adquisición de conceptos y significados, así pues desde la pregunta problematizadora se puede dar el andamiaje para enlazar los conocimientos cotidianos con los conocimientos disciplinares, por otro la pregunta es un medio para la participación y la integración grupal.
Desde las preguntas también se pretende desestabilizar a los estudiantes sobre lo que ellos consideran como un hecho o algo que saben, pues en la acomodación se busca que el sujeto ubique los conceptos y disciplinas en su vida cotidiana, así que el estudiante no ve solo a la educación como una pérdida de tiempo, sino que busca interpretarse y posicionarse en la educación como un camino didáctico que lo conlleve a aprender a aprender.
En últimas lo que se quiere decir es que el conocimiento escolar es aquella adecuada combinación entre el conocimiento cotidiano o empírico y el conocimiento científico, que adecua las ideas a una visión significativa y crítica de la vida humana y sus implicaciones sociales, culturales, políticas etc

## Temas relacionados
- Escuela
- Conocimiento
- Educación
- Aprendizaje
- Lenguaje
- Autoaprendizaje
- Ética
- Sociedad abierta